# Musa Uzunlar
Musa Uzunlar (Antalya, 22 de abril de 1959) es un actor turco, conocido por su rol de Reşat Yaşaran en la serie de televisión Fatmagül'ün Suçu Ne?.

## Teatro
- Yüzleşme
- Ful Yaprakaları
- Yaban
- Haydutlar
- Efrasyabın Hikayeleri
- Şerefe 20. Yüzyıl
- Urfaust

## Filmografía

### Televisión
| Año       | Título                  | Personaje      |
| --------- | ----------------------- | -------------- |
| 1989      | Geçmiş Bahar Mimozaları | Müşfik         |
| 2000      | Merdoğlu                |                |
| 2004-2006 | Yağmur Zamanı           | Levent Çağlar  |
| 2008-2010 | Kurtlar Vadisi Pusu     | İskender Büyük |
| 2010-2012 | Fatmagül'ün Suçu Ne?    | Reşat Yaşaran  |
| 2011-2012 | Karanlıklar Çiçeği      | Tamerlan       |
| 2012-2013 | Şubat                   | Aziz Bey       |
| 2015-2017 | Poyraz Karayel          | Bahri Umman    |
| 2018      | 8. Gün                  | Hayati Şahin   |

### Cine
| Año  | Título                  | Personaje         |
| ---- | ----------------------- | ----------------- |
| 1990 | Bütün Kapılar Kapalıydı |                   |
| 1999 | Hayal Kurma Oyunları    | Annenin Sevgilisi |
| 2009 | Kurtlar Vadisi Gladio   | İskender Büyük    |
| 2012 | Açlığa Doymak           | Serdar            |